# Croacia y el euro
Croacia adoptó el euro como moneda el 1 de enero de 2023, convirtiéndose en el vigésimo estado miembro de la eurozona. Esta fue la primera expansión de la unión monetaria desde que Lituania se unió en 2015. Se fijó un tipo de conversión fijo en 1 € = 7.5345 kn.
La moneda anterior de Croacia, la kuna, utilizó el euro (y antes de eso, uno de los principales predecesores del euro, el marco alemán o Deutsche Mark) como su principal referencia desde su creación en 1994, y una política de larga data del Banco Nacional de Croacia fue mantener el tipo de cambio de la kuna con el euro dentro de un rango relativamente estable.
La adhesión de Croacia a la Unión Europea (UE) la obligó a introducir el euro una vez que cumpliera los criterios de convergencia del euro. Antes de la entrada de Croacia en la UE, el 1 de julio de 2013, Boris Vujčić, gobernador del Banco Nacional de Croacia, declaró que le gustaría que el kuna fuera sustituida por el euro lo antes posible tras la adhesión. Esto tenía que producirse al menos dos años después de la adhesión de Croacia al Mecanismo Europeo de Tipos de Cambio (MTC II), además de cumplir otros criterios. Croacia se incorporó al MTC II el 10 de julio de 2020. El primer ministro Andrej Plenković declaró en noviembre de 2020 que Croacia tenía intención de adoptar el euro el 1 de enero de 2023, y en diciembre de 2020 el Gobierno croata adoptó un plan de acción para la adopción del euro.
Muchas pequeñas empresas croatas tenían deudas en euros antes de entrar en la UE. Los croatas ya utilizaban el euro para la mayoría de sus ahorros y muchas transacciones informales. Los precios de los bienes inmuebles, los vehículos de motor y el alojamiento se cotizaban mayoritariamente en euros. El 18 de julio de 2022, la Fábrica de la Moneda de Croacia comenzó a producir monedas en euros con motivos nacionales croatas.

## Opinión pública
Apoyo público al euro en Croacia

## Estado de convergencia
En su primera evaluación con arreglo a los criterios de convergencia, en mayo de 2014, el país cumplió los criterios de inflación y tipos de interés, pero no los de finanzas públicas, pertenencia al MTC y compatibilidad de la legislación. Los posteriores informes de convergencia publicados en junio de 2016, mayo de 2018 y junio de 2020 llegaron a las mismas conclusiones. El informe publicado en junio de 2022 concluyó que Croacia cumplía todos los criterios para adoptar el euro.